# Marc Narciso Dublan

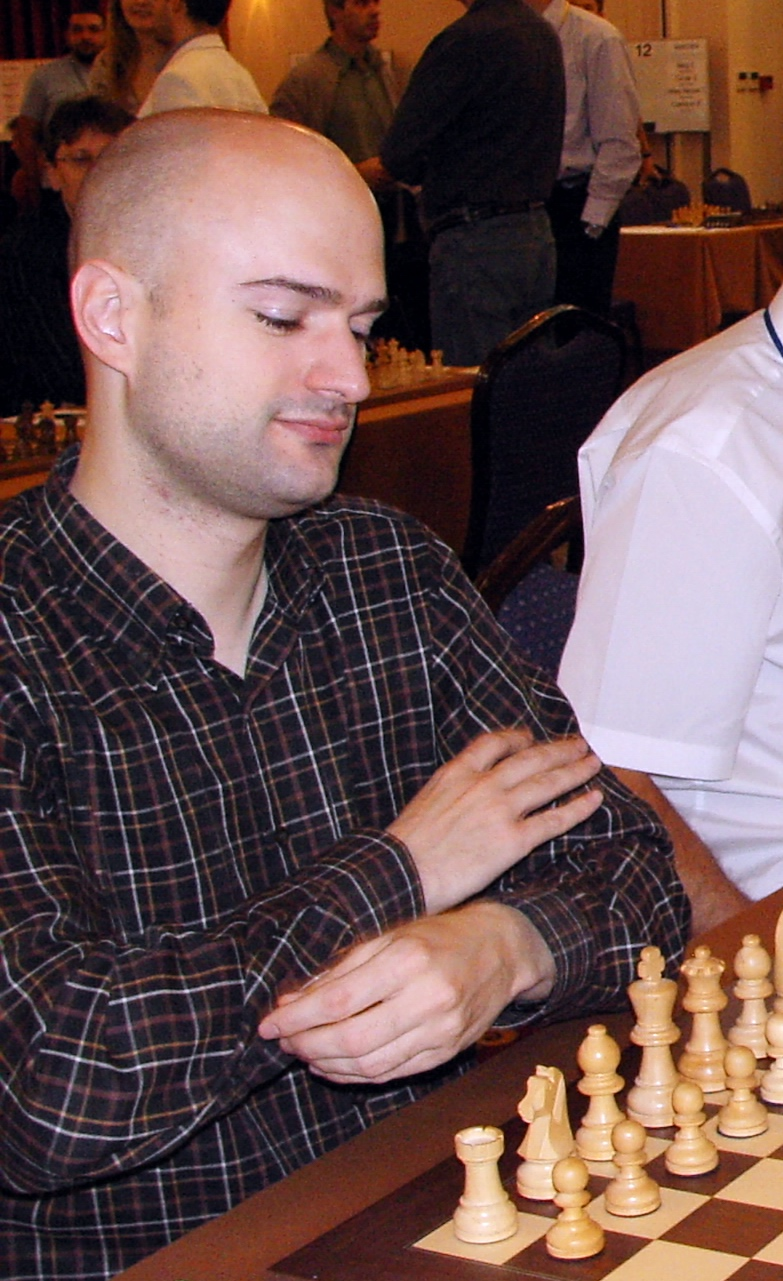
Marc Narciso Dublan

Marc Narciso Dublan (Barcelona, 20 januari 1974) is een Spaanse schaker met een FIDE-rating van 2521 in 2015. Hij is een grootmeester.
In 1997 kreeg Marc Narciso Dublan de titel internationaal meester, sinds oktober 2003 is hij grootmeester.  
- Van 24 t/m 28 oktober 2005 werd in Barcelona het Barcelona-grootmeestertoernooi gehouden, dat na de tiebreak met 4 uit 5 door Vasyl Ivantsjoek gewonnen werd. Dublan eindigde met twee punten op de vijfde plaats.